# Choros nr. 10
Choros nr. 10 is een compositie van Heitor Villa-Lobos uit 1925/1926. Gedurende het leven van de compositie kreeg het een bijtitel Rasga o Caroção
, vanwege een tekst die Villa-Lobos toevoegde; later kreeg het nog een andere titel Jurupary, naar een ballet van Serge Lifar. Tegenwoordig wordt alleen nog de chorostitel gebruikt.
De eerste uitvoering vond plaats op 1 november 1926 in Rio de Janeiro door het Grande Orquestra da Empresa Viggiani met een koor van Braziliaanse en Duitse zangers. Op 5 december 1927 was Parijs aan de beurt. In beide gevallen was de componist de dirigent.
Chroros 10 laat hoe horen hoe de "beschaafde mens" in de beginjaren van de 20e eeuw overweldigd werd door de uitgestrektheid en gevarieerdheid van het Braziliaanse oerwoud langs de Amazone. Het is aan kanonnade van indrukken van wildernis met vogelgezang (de opening door Azulão de Mata) en geluiden in de natuur, vandaar een uitgestrekte batterij aan percussie-instrumenten. De tiende choros werd alleen al bekend vanwege de rechtszaken die volgden op de introductie. De componist had zonder het te vragen het gedicht Rasga o Caroção
van Catulo da Paixão Cearense gebruikt en de familie van de dichter zag er wel brood in om via justitie een centje mee te pikken. Dat Villa-Lobos de titel als subtitel aan het werk toevoegde vond die familie niet genoeg. In eerste instantie zag Villa-Lobos er geen heil meer in en verving het gedicht door een vocalise, maar toen de zaak uiteindelijk in 1956 geregeld werd kwam de tekst van het gedicht weer terug; de subtitel verdween ook weer. Tussen al het natuurgeweld bevindt zich ook de Braziliaanse volkspolka Yara van Anacleto de Medeiros, een beetje nationalistisch was Villa-Lobos wel..

## Orkestratie
- zesstemmig koor
- 1 piccolo, 2 dwarsfluiten, 2 hobo’s, 2 A-klarineten, 2 fagotten, 1 contrafagot, 1 altsaxofoon
- 3 hoorns, 3 trompetten, 3 trombones, 1 tuba
- pauken, percussie bestaande uit tamtam, triangel, bekkens, kleine trom, chocalho, caracaxa, puita, matraca, bombo (grote trom), xylofoon, 1 harp, piano,
- violen, altviolen, celli, contrabassen

## Discografie
Onder meer:
- Uitgave BIS Records: São Paulo Symfonie Orkest o.l.v. van John Neschling
- een historische uitgave onder leiding van de componist zelf met een Frans orkest.